# Pseudoselago diplotricha
Pseudoselago diplotricha är en flenörtsväxtart som beskrevs av O.M. Hilliard. Pseudoselago diplotricha ingår i släktet Pseudoselago och familjen flenörtsväxter. Inga underarter finns listade i Catalogue of Life.